# 恰盖乡
恰盖乡，是中华人民共和国甘肃省甘南藏族自治州卓尼县下辖的一个乡镇级行政单位。

## 行政区划
恰盖乡下辖以下地区：
角缠村、温布滩村、脑索村和利加村。